# 沙家浜

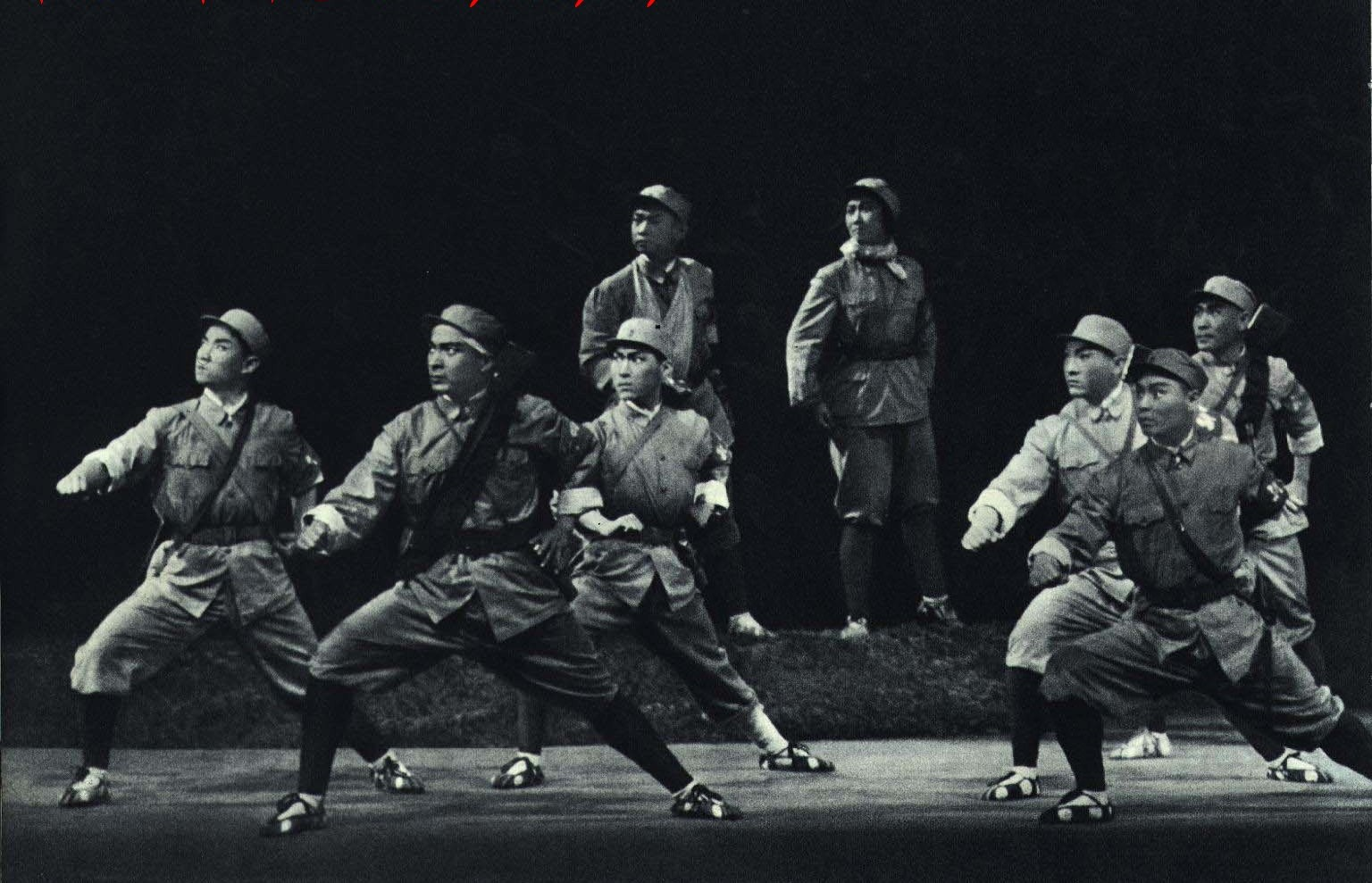
1967年沙家浜

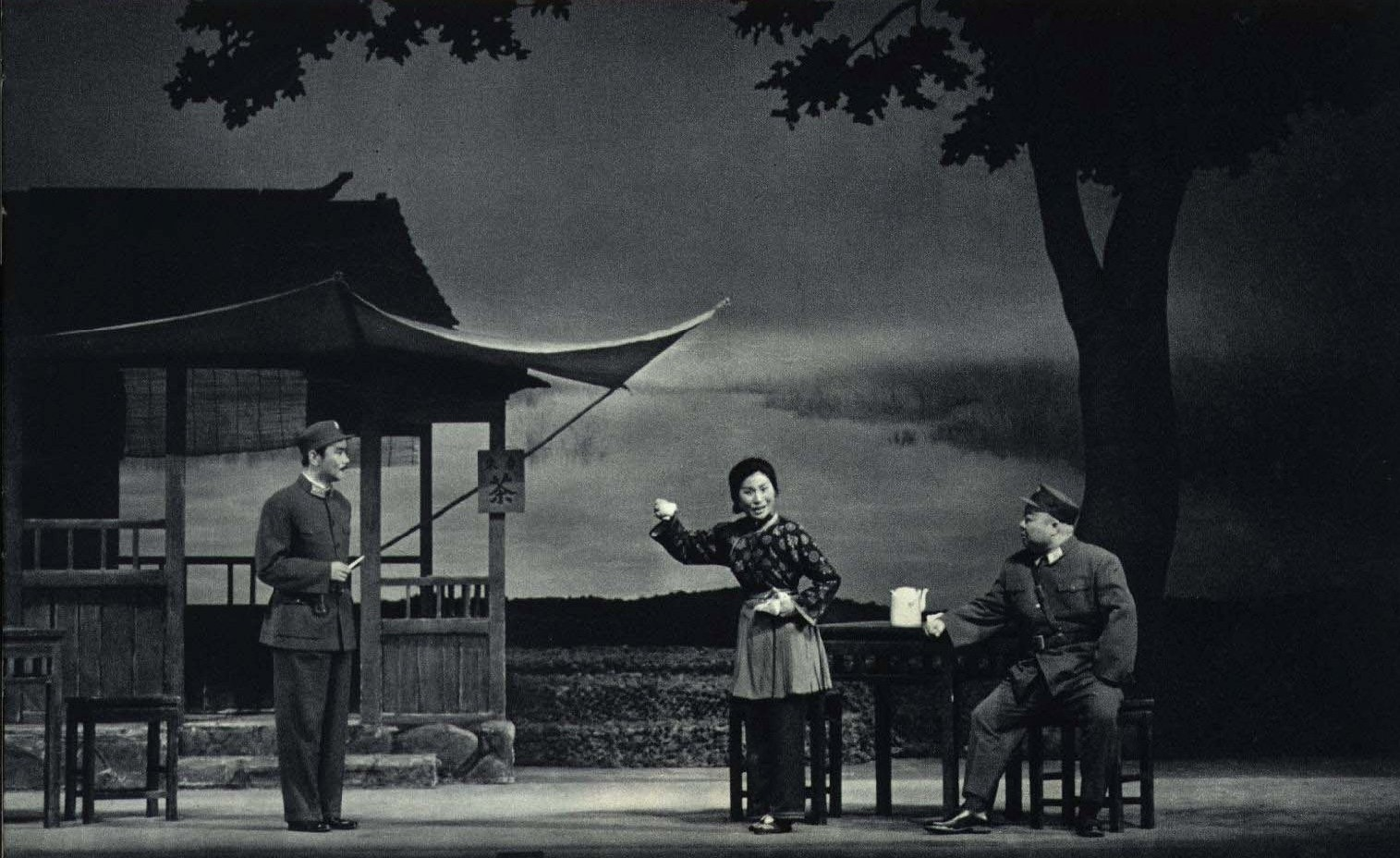
1967年 沙家浜

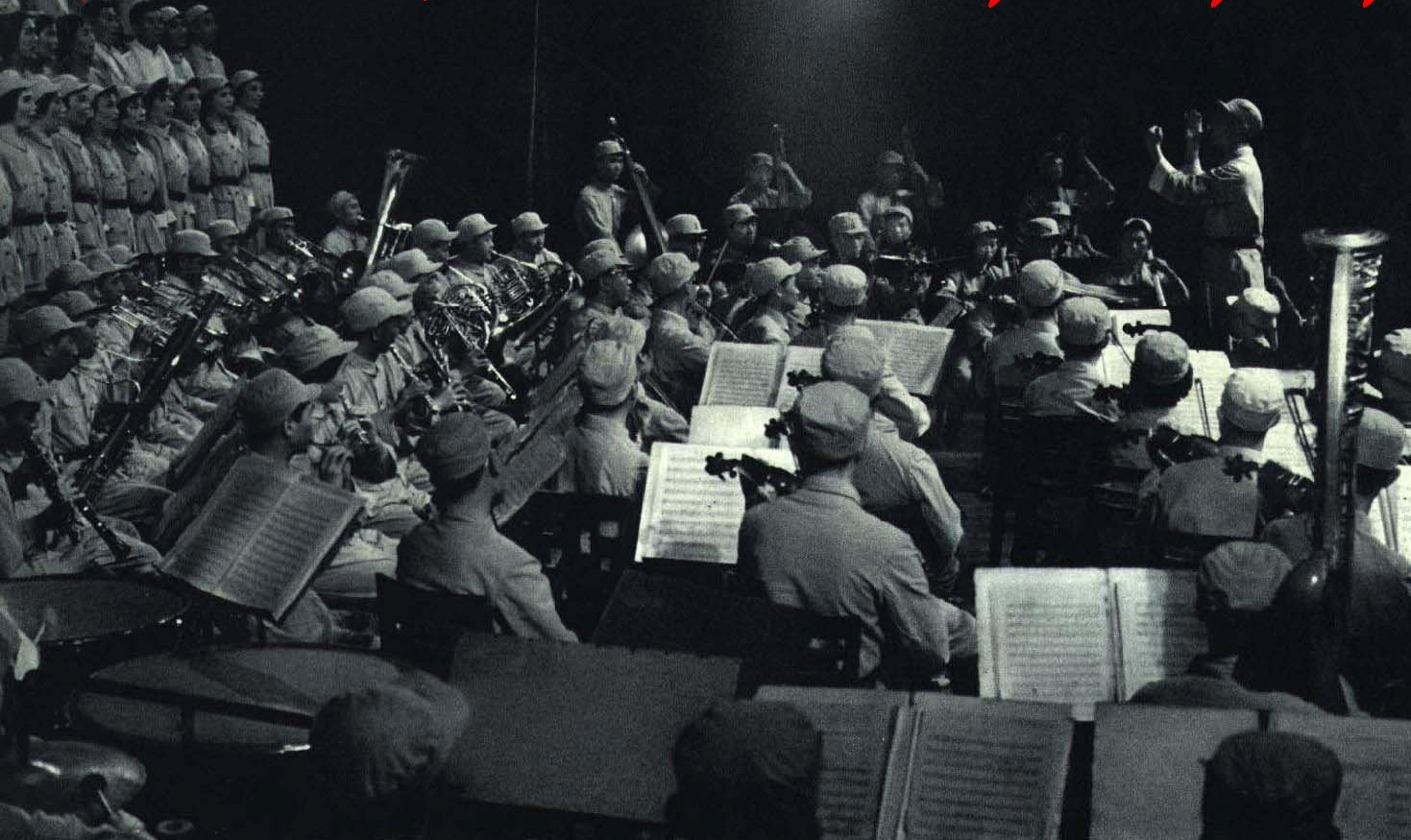
1967年 沙家浜交响乐

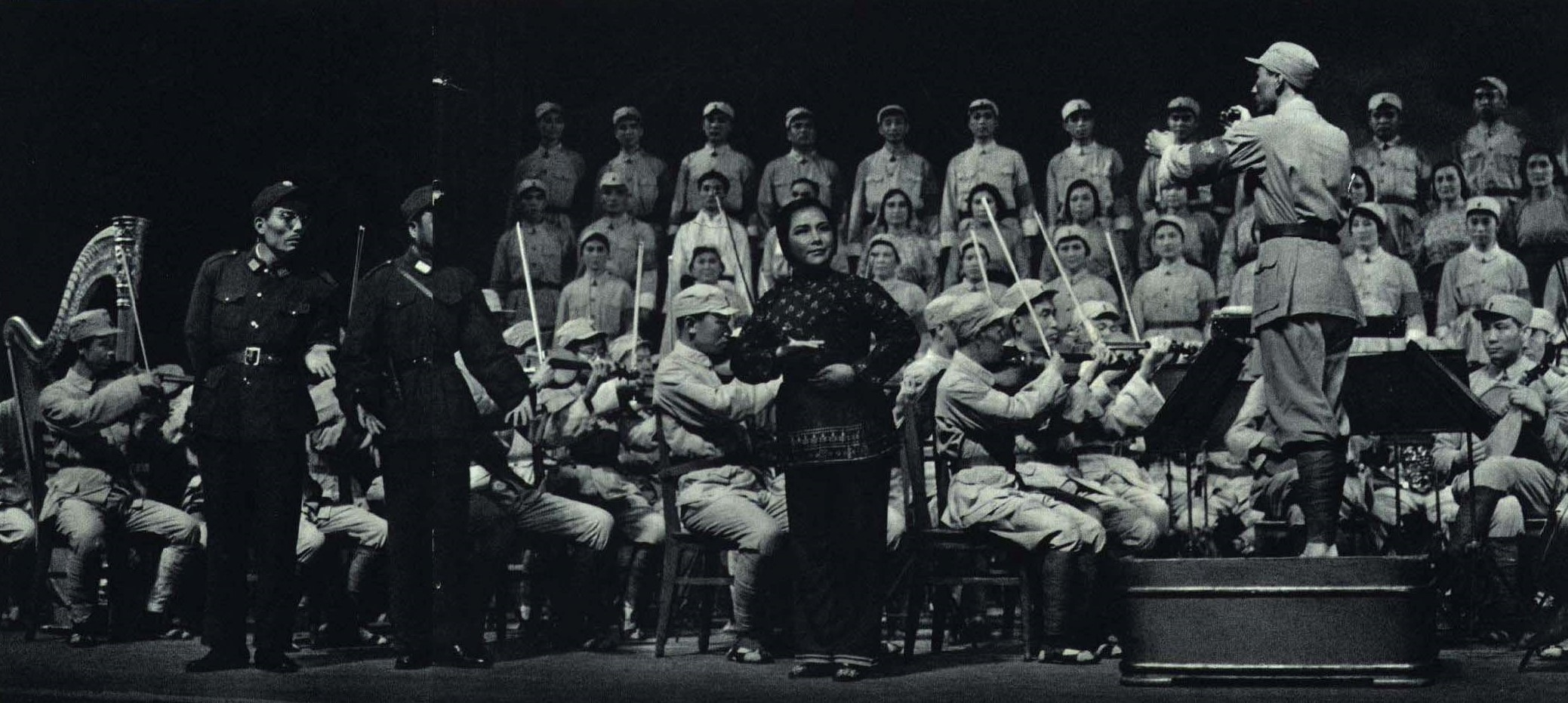
1967年沙家浜交响乐

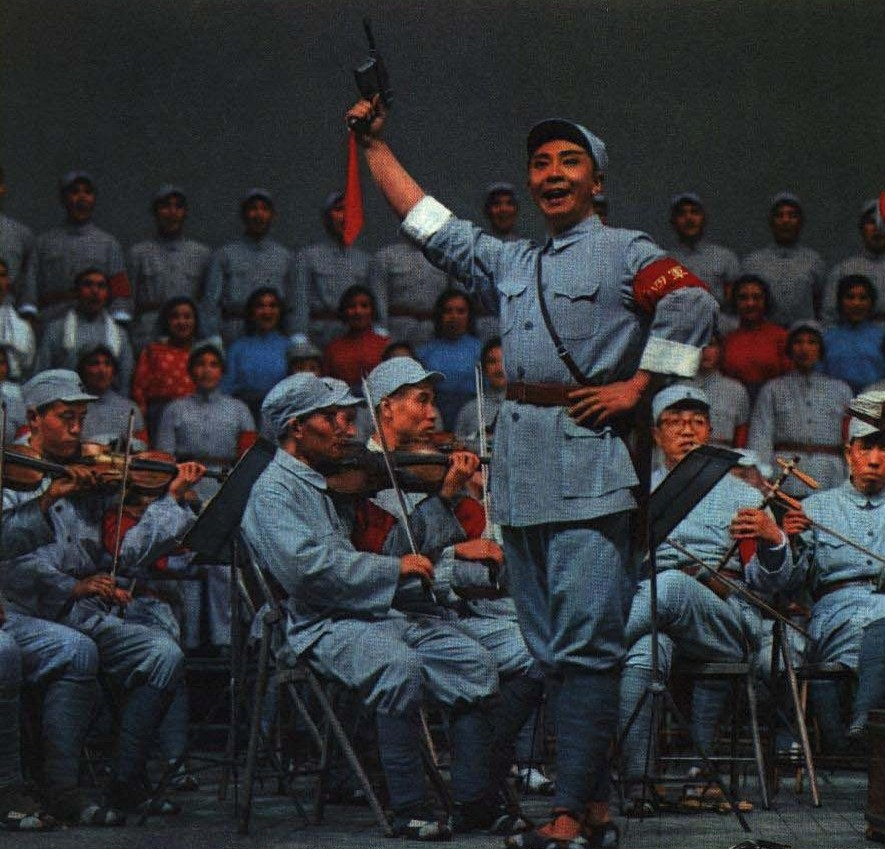
1967年沙家浜交响乐

沙家浜是中国在20世纪文化大革命期间的一齣京剧，被列为样板戏、红色经典之一。

## 历史背景
抗日战争期间1937年底，上海失陷之后，苏南从丹阳到苏州、常熟、太仓，普遍建立人民抗日自卫队。 1939年5月1日，新四军六团团长叶飞（化名叶琛）、副团长吴焜（化名吴克刚）率部离开茅山东进，在武进戴溪桥地区与“江南抗日义勇军”三路会合，组成“江抗”总指挥部，梅光迪任总指挥，叶飞、何克希任副总指挥，乔信明任参谋长，刘飞任政治部主任。六团改称“江抗”二路番号。6月24日“江抗”二路夜袭京沪铁路浒墅关车站，歼灭日军一个小队二十余人，破路毁桥。7月23日，廖政国率“江抗”二路奔袭上海西郊虹桥机场。9月，“江抗”二路西撤，行至江阴马镇顾山南麓遭遭忠义救国军第五、第六支队和第十支队侧击，六团副团长吴焜牺牲，“江抗”政治部主任刘飞左胸中弹身负重伤。10月26日，“江抗”二路西撤到扬中休整。10月底在西石桥与管文蔚率领的“江南抗日义勇军挺进纵队”合编为新四军挺进纵队（简称挺纵），管文蔚任司令员，叶飞任副司令，下辖四个团：
- “江抗”二路改编为一团，团长乔信明，副团长刘先胜，参谋长廖政国，政治处主任李一平；
- “江抗”三路改编为二团，团长徐绪奎，政委何克希，参谋长廖昌金，政治主任杨浩庐；
- “挺纵”一、四支队合编为三团，团长梅嘉生，参谋长张福前，政治主任胡文杰；
- “挺纵”二、三支队合编为四团，团长韦永义，参谋长焦勇，政治主任鲍志椿。

新四军挺进纵队北上渡江开辟苏皖抗日根据地。
“江抗”二路西撤后，留下的后方医院在常熟阳澄湖荡中坚持，附近西董家浜的抗日群众为掩护后方医院要求伤病员不能生烟火、不能唱歌、不能出港汊。常熟县委通过董家浜西南梅村的秘密交通站东来茶馆老板胡广兴和其侄子胡小龙，接应救护伤病员，传递情报和上级指示，并提供食物和药品。医务工作和有新四军老六团的红军干部林震、梁玉贵，上海党组织介绍参加新四军的盛立、张贤、赵熙、张力等和当地参军的二十多名护理人员；一百多名伤病员包括刘飞（红四方面军红四军师政治部主任、“江抗”政治部主任）、闽东红军夏光（新四军老六团作战参谋、江抗五路司令）、黄烽（老六团政治处总支书记，患疟疾住院）、吴立夏、张世万、叶克守、叶诚忠、何云（何彭福）、黄德清、周常青、巫中、潘阿兴、王加锡、谢锡生等，苏南红十三军汇入“江抗”东路地区及常熟“民抗”的赵阿山和吴有民等。
1939年10月初，新四军江南指挥部派遣“江抗”五路政治部主任张志强到阳澄湖后方医院，传达“江抗”主力首要任务是北上渡江开辟苏皖、苏北，捎话给刘飞组织伤病员和当地民众武装恢复东路抗日游击。1939年10月中旬，陈毅派原常熟“民抗”政治处主任、“江抗”三路政治处主任杨浩庐带领“民抗”调出的陈岳章、张梦莹和章铁民三名营连级干部找到回江阴县委工作的张志强，一行辗转到常熟陆巷向刘飞和夏光，并在东塘市一带坚持斗争的地方党的张英、李建模、任天石、蔡悲鸿、翁迪民等人传达指示：“江抗主力为执行抗日统一战线，西移待命；留在东路的部队人员要配合地方党，重新组织武装，坚持原地斗争”。鉴于刘飞重伤伤情恶化，无法行动，刘飞推荐已康复且有战斗经验的夏光出任江抗东路司令员。在常熟东塘市以西三里的华阳村东土地堂破祠堂，举行了后方医院与地方党联系会议，听取杨浩庐传达。当时在上海的江苏省委领导下的东路特委书记林枫因病未参加会议，由东路特委组织部长、代理书记张英主持会议，与会的还有夏光、杨浩庐、常熟民抗司令任天石、民抗参谋长薛惠民、常熟县委书记李建模、吴县县委书记翁迪民、江抗东塘市办事处主任蔡悲鸿等七人。会议决定，成立“江抗”东路司令部（“新江抗”），司令夏光，副司令兼政治处主任杨浩庐，政治处副主任黄烽。统一战线出发，阳澄湖地区游杂武装胡肇汉为新江抗副司令仍保持其部队的相对独立性，委任常熟地方抗日人士周嘉禄为参谋长。常熟民抗司令任天石，参谋长薛惠民，被称作“老天部队”。
1939年11月6日，新江抗在东塘市附近正式，地方党和做民运工作的20多人之外，只有一个特务排，这就是伤愈出院的“三十六伤员”。后方医院陆续出院的伤病员很快把特务排发展到一个连，即“沙家浜连”，连长吴立夏。
1940年初，“新江抗”发展到四个连队总兵力四百人:
- 特务连：连长吴立夏
- 独立二大队：殷玉如
- 民抗一连
- 省保四团三营一连

1940年2月6日，新“江抗”在横泾附近的北桥伏击了日军，击毁敌汽艇一艘。
1940年2月，陈毅派吴仲超（化名吴铿），何克希（化名王耑）到东路。新江抗调整了领导班子，何克希任司令员，吴仲超任政治委员，杨浩庐任副司令员兼政治部主任，夏光任参谋长。黄烽为政治部副主任。“江抗”东路编成第二支队，陈挺任支队长。
1940年4月谭震林一行8人到东路。成立了新四军东路军政委员会并担任书记，江抗东路司令部更名为江南抗日救国军东路指挥部，并任司令兼政委。
1940年11月6日，“新民抗”成立一周年大会上，增设纵队（相当于团级）序列，共三千余人：
- 原一、五支队合编为一纵队，司令夏光，政委刘飞；
- 原二、六支队合编为二纵队，司令陈挺，政治主任张鏖；
- 原三、四支队合编为三纵队，司令朱长青，政委温玉成。

经过一年发展，1941年3月新“江抗”整编为新四军六师十八旅时，部队发展到四千六百多人。其中从上海下乡参军的学生、工人、店员超过1000人，有大批工程技术与较高文化的人员。1941年9月，大规模“清乡”压迫下，新四军十八旅北渡长江转战高（邮）宝（应）江（都）。第52团后来发展为第20军第59师第175团、第177团。

## 本剧历史
1957年，上海警备区副司令员刘飞在浙江莫干山疗养时，完成了描写阳澄湖战斗经历的8万字口述回忆录《火种》，并嘱托第二次国共内战时新华社随军记者，后任第20军第59师文化科副科长的崔左夫到苏南收集苏南地区抗战史料，在阳澄湖畔深入采访后写成了《血染着的姓名——三十六个新四军伤病员斗争纪实》。
1959年上海人民沪剧团资深编剧文牧根据《血染着的姓名》改编沪剧《碧水红旗》。随后文牧、陈荣兰（沪剧团书记），还有沪剧表演艺术家丁是娥等到华东医院看望住院的刘飞，受刘飞《火种》回忆录之名的启发，将原剧名《碧水红旗》更改为《芦荡火种》。
1960年的五六月间，刘飞安排《芦荡火种》剧组的60余人前往浙江余杭到阳澄湖原型部队体验生活。1960年11月27日首演在杭州胜利剧院，随后到上海人民大舞台演出，好评如潮，九个月连续演出了三百七十多场，观众达五十六万人次之多。
1963年12月22日，《芦荡火种》剧组应北京市委邀请赴京演出。《人民日报》发表了《喜看沪剧＜芦荡火种＞》。北京市委决定把《芦荡火种》和《杜鹃山》改编为京剧，由北京京剧团著名作家汪曾祺、杨毓珉、肖甲、薛恩厚执笔，北京京剧团副团长、导演肖甲曾到上海专门了解作品、作者相关背景，受到时任上海市委宣传部长张春桥的接待。时任北京市委书记的彭真还邀请上海沪剧团来京演出，安排北京京剧团演员连看两场，并与沪剧团举办过一次座谈会。
1964年3月11日，彭真和负责会演的中宣部领导林默涵观看了彩排，当即批准公演，3月31日首演，4月5日电视台转播，7日中央电视台播出全剧录音。在北京工人俱乐部连演了四十五场，场场爆满。《北京日报》发表社论，赞扬京剧《芦荡火种》（阿庆嫂由赵燕侠扮演）是“既成功地表现了现代革命斗争生活，又不失传统京剧的浓郁韵味，是京剧表现现代生活的一次成功尝试。”
1964年7月23日晚，毛泽东在人民大会堂小礼堂观看了京剧《芦荡火种》的演出，毛泽东说：戏是好的，胡传魁、阿庆嫂、刁德一人物刻画得好；并提出几点建议，指出要突出武装斗争的作用，强调用武装的革命消灭武装的反革命，戏的结尾要打进去（新四军乔装吹鼓手混入婚礼改为直接用武力冲进去）；在谈到戏名问题时，毛泽东幽默地说：芦荡里都是水，革命火种怎么能燎原呢……故事发生在沙家浜，中国有许多戏用地名为戏名，我看这出戏就叫《沙家浜》吧。于是，京剧《芦荡火种》更名为《沙家浜》。

## 故事情节
在抗日战争期间，中国江苏常熟市郊区阳澄湖畔沙家浜的一批新四军伤病员在郭建光的带领下潜伏下来养伤。中共地下党员“春来茶馆”老板娘阿庆嫂在淞沪会战期间掩护过地方武装头目胡传魁。胡传魁在何去何从的问题上犹豫不决。从日本留学归国的当地乡绅子弟刁德一是日本、重庆国民政府的双重间谍。他当了胡传魁的参谋长之后终于说服了胡传魁的“忠义救国军”投靠了日本人。在阿庆嫂的情报帮助下，养伤复原的新四军袭击了在刁德一家中纳妾的胡传魁，俘虏了胡传魁、刁德一和日本大佐黑田及其翻译。

## 场次
- 第一场：接应；
- 第二场：转移；
- 第三场：勾结；
- 第四场：智斗；
- 第五场：坚持；
- 第六场：授计；
- 第七场：斥敌；
- 第八场：奔袭；
- 第九场：突破；
- 第十场：聚歼。

## 京劇主要演员（含樂隊）
- 谭元寿：郭建光（武生）
- 洪雪飞：阿庆嫂（青衣）
- 周和桐：胡传魁（花脸）
- 马长礼：刁德一（老生）
- 譚世秀：鼓師
- 何順信：琴師
- 王泳泉（王永泉）：琴師

## 其他艺术形式
- 上海人民沪剧团《芦荡火种》。
- 彩色舞台艺术影片《革命现代京剧沙家浜》
- 多次各种邮票以此为主题
- 多种小人书以此为主题。

### 中國粵劇電影
中華人民共和國長春電影製片廠1974年出品粵劇電影《沙家浜》。
主要演員：
- 容劍平：郭建光，文武生
- 關國華：刁德一
- 紅線女：阿慶嫂，正印花旦
- 仇小冰：沙奶奶，二幫花旦
- 王中玉：胡传魁，丑生
- 黎國榮：程謙明
- 張智強：沙四龍

### 香港國語電影
香港「鳳凰影業公司」出品國語文藝片《沙家浜歼敌记》（1968年10月24日公映）。
主要演員：
- 江漢：郭建光指導員
- 朱虹：阿慶嫂

### 交响音乐《沙家浜》
以京剧《沙家浜》为主题的交响乐，由中央樂團創作演出，李德倫指揮，以音樂會方式呈現。和京剧《沙家浜》并列最早的8个样板戏。

## 现况
- 近年来京剧《沙家浜》时常被演出，郭建光的扮演者谭元寿的长子谭孝曾经常主演郭建光。
- 2005年许晴、陈道明、任程伟、刘金山、程前等主演三十集电视连续剧《沙家浜》